# Rinorea endotricha
Rinorea endotricha là một loài thực vật thuộc họ Violaceae. Loài này có ở Guyana và Venezuela.